# Pärlcitronbi
Pärlcitronbi (Hylaeus dilatatus) är ett bi som är medlem av familjen korttungebin och släktet citronbin. 

## Taxonomi
Arten kallades tidigare Hylaeus annularis, men detta har visat sig vara en beskrivning på en sydeuropeisk art.

## Beskrivning
Pärlcitronbiet är en liten art, honan är 5,5 till 6,5 mm lång, hanen 5 till 7 mm. Grundfärgen är svart som hos alla citronbin. Hanen har en gulvit ansiktsmask från käkarna till pannan och långa, gulvita sidofläckar, honan har bara några små, gulvita fläckar ("pärlformade", därav det svenska trivialnamnet) nedanför antennfästena. Dessutom har hon två gulvita fläckar under ögonen. Främre delen av mellankroppen har gulvita streck, som någon gång kan saknas hos honan. Antennernas undersidor är gulvita; hos honan är dessutom antennskaften mer eller mindre klotformade. Även överdelen av skenbenen är gulvita, något som även omfattar hela frambenen hos hanen.

## Ekologi
Pärlcitronbiet lever på sand- och grusområden, blomsterrika ängar och andra gräsmarker, gärna på kalkjord, ruderatmark, vägrenar och områden med markstörning, sand- och lertag, björnbärshäckar, vingårdar, flodslätter och skogsbryn.
Arten är polylektisk, den är inte specialiserad i sitt näringssök, utan hämtar både pollen och nektar hos blommande växter från många olika familjer. Pollen hämtas främst från flockblommiga växter, korgblommiga växter, strävbladiga växter, korsblommiga växter, klockväxter, fetbladsväxter, kransblommiga växter och rosväxter, medan den hämtar nektar från rosväxter, korgblommiga växter, flockblommiga växter, lejongapsväxter och törelväxter. Flygperioden varar från juni till augusti/september.
Larvbona inrättas i gamla buskstänglar som björnbär, rosor, tomtskräppa och gråbo, men även i befintliga gångar i dött trä. Larvbona kan parasiteras av bistekeln Gasteruption assectator (slätsprötad bistekel), vars larvlever av den insamlade näringen, efter det den dödat värdägget eller -larven.

## Utbredning
Pärlcitronbiet finns framför allt i Europa upp till 62° N, inklusive södra England och Kanalöarna. Österut fortsätter utbredningsområdet till Kazakstan i Centralasien. Förekomster finns även i västra Nordafrika (Marocko och Tunisien).
I Sverige finns arten i stort sett bara i Götaland, speciellt på Öland, i Halland och östra Skåne.
I Finland har arten påträffats vid sydkusten (inklusive Åland); den går något längre till norr i öster, upp till Södra Savolax (fyra fynd mellan 1950 och 2019).